# Пархоменко, Виктор Александрович
Пархоменко, Виктор Александрович (29 сентября 1905, село Верхнее ныне в составе Лисичанска, Украина — 11 ноября 1997, Москва, Россия) — советский военачальник, вице-адмирал, командующий Эскадрой Черноморского флота (1948—1951), командующий Черноморским флотом ВМФ СССР (июль — декабрь 1955).

## Биография
По национальности — украинец, в ВМФ с 1923 года, член компартии с 1924 года. Окончил Артиллерийскую школу младших специалистов в Севастополе (октябрь 1923 — сентябрь 1924), Параллельные классы при Военно-морском училище им. М. В. Фрунзе (сентябрь 1928 — октябрь 1931), артиллерийский сектор СККС ВМС РККА (ноябрь 1933 — март 1934), командирский факультет Военно-морской академии им. К. Е. Ворошилова досрочно (январь 1940 — июнь 1941).
Служил краснофлотцем (август — октябрь 1923), артиллерийским старшиной (сентябрь 1924 — ноябрь 1925), партоорганизатором по комсомолу (август — декабрь 1926 года) и политруком 3-й группы береговой обороны (август — декабрь 1926), затем роты учебного отряда (до ноября 1927 года) и позже (до сентября 1928 года) 50-го отдельного авиаотряда ВВС Морских сил Чёрного моря. С октября 1931 по август 1932 года служил артиллеристом на эсминце «Карл Маркс», затем до января 1933 года служил в должности помощника командира этого же корабля, а далее переведён на Балтийский флот и исполнял должность командира БЧ-2 эсминца «Володарский» (январь — октябрь 1933 года). В 1934—1936 годах — помощник командира монитора «Вихрь».
С июня 1936 по март 1937 года В. А. Пархоменко исполнял должность помощника командира учебного отряда, в 1937—1938 годах — начальника штаба отряда. С мая 1938 по январь 1940 — командир монитора «Красный Восток» Амурской краснознамённой флотилии.
Принял участие в Великой Отечественной войне. В июне — июле 1941 года командовал дивизионом канонерских лодок, затем до ноября исполнял должность старшего помощника командира крейсера «Червона Украина» Черноморского флота. Был контужен. С ноября 1941 по ноябрь 1943 года — командир эсминца «Беспощадный» вплоть до его затопления. Был повторно контужен, спасён с воды. Командовал 1-м дивизионом эскадренных миноносцев Черноморского флота (ноябрь 1943 — декабрь 1944), затем до ноября 1945 года — крейсером «Молотов».
После командования крейсером «Молотов» находился до февраля 1946 года в должности начальника штаба Отряда надводных кораблей, одновременно до мая 1946 года производил в Германии приёмку трофейных кораблей для Черноморского флота.
С февраля 1946 до ноября 1948 — начальник штаба Эскадры Черноморского флота, затем до сентября 1951 года — её командующий. Позднее до июля 1955 года В. А. Пархоменко исполнял должность начальника штаба Черноморского флота, с 12 июля по 8 декабря 1955 года — командующий Черноморским флотом.
Звание вице-адмирал присвоено в 1953 году. С 12 июля 1955 года командующий Черноморским флотом. 8 декабря 1955 года после подрыва и гибели линейного корабля «Новороссийск» снят с должности и понижен в звании до контр-адмирала. С 1956 года 1-й заместитель Командующего Тихоокеанским флотом. С 1960 года начальник Высших специальных классов офицерского состава Военно-морского флота. Восстановлен в звании вице-адмирала.
В 1964 году старший группы от ВМФ при продаже кораблей в Индонезию. С 1968 года начальник вспомогательного флота и аварийно-спасательной службы ВМФ. С 1969 года в отставке.

## Награды
СССР
- орден Ленина (1948[2])
- пять орденов Красного Знамени (в т. ч. 20.12.1942, 20.04.1944, 03.11.1944 [2], 1952 [2])
- орден Нахимова II степени № 125 (26.05.1945)
- орден Отечественной войны I степени (06.04.1985)
- Медали в том числе:
  - «За оборону Одессы»
  - «За оборону Севастополя»
  - «За оборону Кавказа»
  - «За Победу над Германией в Великой Отечественной войне 1941—1945 гг.»
  - «Ветеран Вооружённых Сил СССР»